# Novaković
Novaković je priimek v Sloveniji in tujini. Po podatkih Statističnega urada Republike Slovenije je na dan 1. januarja 2010 v Slovenjiji uporabljalo ta priimek 373 oseb.  
Obstaja tudi poslovenjena varianta zapisa Novakovič, sicer pa priimek izhaja (kot patronimik) iz srbsko-črnogorskega osebnega imena Novak.

## Znani slovenski nosilci priimka
- Barbara Novakovič Kolenc (*1963), gledališko-plesna režiserka, producentka in kustosinja
- Damjan Novaković (*1966), košarkarski trener
- Kristina Gorišek Novaković (1906—1996), prva slovenska letalka
- Milivoje Novaković (*1979), nogometaš
- Novica Novaković (*1965), pesnik (tudi za otroke)
- Predrag Novaković (*1963), arheolog, univ. profesor
- Rasto Novaković, grafični oblikovalec
- Zvezdana Novaković, glasbenica harfistka, pevka, skladateljica, performerka in avtorica predstav

## Znani tuji nosilci priimka (pojavlja se pri več nekdanjih jugoslovanskih narodih)
- Aleksandar Novaković (*1975), srbski teatrolog, dramatik, aforist, pisatelj in publicist
- Bojana Novaković (*1981), srbsko-avstralska igralka
- Borislav Novaković (*1964), srbski politik
- Borko Novaković (1925—?), srbski arhitekt in urbanist
- Borko Novaković (*1981), srbski nogometaš
- Boško Novaković (1905—1986), srbski literarni zgodovinar in kritik
- Darko Novaković (*1953), hrvaški klasični filolog, latinist in akademik
- Demetrije (N.) Novaković (19.stol.), hrvaški dagerotipist
- Dionisije Novaković (ok. 1705—1767), pravoslavni cerkvenopedagoški pisec
- Duško Novaković (*1948), črnogorsko-srbski pesnik
- Eveline Novakovic (*1969), britanska ustvarjalka video-iger
- Grujo Novaković (1913— 1975), bosensko-srbski pravnik, partizan in politik
- Fran Novaković (1882—1957), srbski igralec
- Igor Novaković (*1979), hrvaški nogometaš
- Ivo Novaković (1913–1941), črnogorsko-hrvaški slikar
- Josip Novaković (*1956), hrvaško-kanadski pisatelj in esejist
- Kosta Novaković (1889—1937?), srbski revolucionar
- Kosta Novaković (1895—1953), farmacevt, pionir srbskega (jugoslovanskega) filma (smemalec in režiser)
- Ljubislav Novaković (*1932), srbski fizik
- Lola Novaković (1935—2016), srbska pevka
- Marko Novaković (*1971), srbski filmski, TV in gledališki režiser
- Marko Novaković (*1989), srbski kajakaš
- Mile Novaković (1950—2015), general in poveljnik vojske Srbske krajine na Hrvaškem, obsojeni vojni zločinec
- Mileta Novaković (1878—1940), srbski pravnik, profesor mednarodnega prava
- Mirjana Novaković (*1966), srbska pisateljica
- Mitar Novaković (*1946), bosensko-srbski biolog, rektor univerze v vzhodnem Sarajevu in minister
- Mitar Novaković (*1981), črnogorski nogometaš
- Nada Novaković (1915—1993), bosensko-srbska slikarka
- Nebojša Novaković (*1964), bosenski nogometaš in trener
- Nenad Novaković (*1982), srbski nogometaš
- Novak Novaković [ps. Novak Novak] (1928—1995), srbski pisatelj, humorist, novinar in filmski ter TV-scenarist
- Predrag Novaković (*1933), hrvaški argronom
- Radivoje Novaković (1876–1945), srbski sabljač
- Radoš Novaković (1915—1979), srbski filmski režiser in scenarist
- Relja Novaković (1911—2003), srbski zgodovinar
- Slobodan Novaković (1939—2007), srbski dramaturg, TV-novinar, režiser in scenarist
- Staniša Novaković (1930—1992), srbski filozof znanosti
- Stefan Novaković (deloval konec 18. stol.), srbski časnikar, prevajalec, tiskar in založnik
- Stoja Novaković (*1972), srbska pevka
- Stojan Novaković (1842—1915), srbski politik, diplomat, književnik in zgodovinar
- Žana Novaković (*1985), bosenska alpska smučarka